# Podanychroma brevicorne
Podanychroma brevicorne är en skalbaggsart som först beskrevs av Franz 1954.  Podanychroma brevicorne ingår i släktet Podanychroma och familjen långhorningar. Inga underarter finns listade i Catalogue of Life.